# Bianor monster
Bianor monster är en spindelart som beskrevs av Zabka 1985. Bianor monster ingår i släktet Bianor och familjen hoppspindlar. Inga underarter finns listade.